# وشمیسلیتسه
وشمیسلیتسه (به لاتین: Všemyslice) یک منطقهٔ مسکونی در جمهوری چک است که در شهرستان چسکه بودیوویتسه واقع شده‌است. وشمیسلیتسه ۲۸٫۱۳ کیلومتر مربع مساحت و ۹۹۲ نفر جمعیت دارد و ۴۲۷ متر بالاتر از سطح دریا واقع شده‌است.